# Tischkogel
Der Tischkogel ist ein 2410 m ü. A. hoher Vorgipfel des Zitterauer Tischs in der Goldberggruppe der Zentralalpen im österreichischen Bundesland Salzburg.

## Lage und Umgebung
Der Gipfel des Tischkogels erhebt sich an der Grenze zwischen den Gemeinden Bad Gastein im Osten und Bad Hofgastein im Westen. Zu den Gipfeln in der Umgebung zählen abgesehen vom 2462 m ü. A. hohen Zitterauer Tisch im Südwesten der 2246 m ü. A. hohe Stubnerkogel im Nordosten und der 2003 m ü. A. hohe Hirschkarkogel im Osten.
Die südlichen Hänge des Tischkogels gehören zum Landschaftsschutzgebiet Gasteiner-Tal. Ein linker Zubringer der Nassfelder Ache und der in den Angerbach mündende Plattenbach entspringen in Gipfelnähe. Die Weitwanderwege Rupertiweg und Salzburger Almenweg sowie mehrere Mountainbikestrecken verlaufen über die nordwestlichen Hänge. Dort steht mit der Antoniushütte eine zur Ortschaft Anger gehörende Jagdhütte.

## Geologie
In geologischer Hinsicht befindet sich der Tischkogel in einem von Granitgneis und Orthogneis geprägten Gebiet. Der Gneis-Dom des Gipfels setzt sich im Nordosten in die Zitterauer Scharte unterhalb des Stubnerkogels fort. Hier liegen dem Gneis abwechselnd Quarzit und Kalkmarmor auf.

## Fauna und Flora
Die Rotwild-Ruhezone Schattbachalm an den nordwestlichen Ausläufern darf von 1. November bis 31. Mai nicht betreten werden. Am Tischkogel wurden die Käferarten Amara erratica, Byrrhus scabripennis, Goldglänzender Laufkäfer (Carabus auronitens), Bergwald-Laufkäfer (Carabus sylvestris), Berg-Dammläufer (Nebria castanea), Hellwigs Dammläufer (Nebria hellwigii) und Otiorhynchus nodosus gefunden. Nördlich des Gipfels gibt es Bestände der Rostblättrigen Alpenrose (Rhododendron ferrugineum).